# Sahryń
Sahryń [pronunciación en polaco: /ˈsaxrɨɲ/] es un pueblo en el distrito administrativo de Gmina Werbkowice, dentro del Distrito de Hrubieszów, Voivodato de Lublin, en el este de Polonia. Se encuentra aproximadamente 8 kilómetros al sur de Werbkowice, 16 kilómetros al sur de Hrubieszów, y 107 kilómetros al sudeste de la capital regional, Lublin.
En 1944 ocurrió la masacre de Sahryń en el pueblo.